# Morti nel 33
| Questa pagina contiene informazioni ricavate automaticamente dalle voci biografiche con l'ausilio del template Bio e di un bot. L'aggiornamento è periodico e automatico e ricostruisce completamente la pagina. Se manca una persona in questa lista, sei pregato di non aggiungerla, ma accertati piuttosto che la sua voce biografica contenga il template Bio e che i dati anagrafici siano correttamente compilati. Se il template Bio manca, inseriscilo tu stesso o, in alternativa, metti l'avviso {{tmp\|Bio}} che ne segnala la mancanza. Se i dati riportati sono sbagliati, correggi direttamente la voce biografica; le modifiche saranno visibili in questa lista entro pochi giorni. Per chiarimenti vedi il progetto biografie. La lista contiene solo le 8 persone che sono citate nell'enciclopedia e per le quali è stato implementato correttamente il template Bio. Pagina aggiornata al 27 gen 2025. |

- 18 ottobre - Agrippina maggiore, nobildonna romana (n. 14 a.C.)
- Druso Cesare, nobile romano (n. 7)
- Gaio Asinio Gallo, senatore romano
- Marco Emilio Lepido, politico romano
- Lucio Elio Lamia, politico romano
- Marco Cocceio Nerva, magistrato, senatore e giurista romano
- Plancina, nobile romana
- Lucio Pomponio Flacco, politico e militare romano